# Shangri La (album)
 (avril 2020).
Si vous disposez d'ouvrages ou d'articles de référence ou si vous connaissez des sites web de qualité traitant du thème abordé ici, merci de compléter l'article en donnant les références utiles à sa vérifiabilité et en les liant à la section « Notes et références ».
Pour les articles homonymes, voir Shangri-La (homonymie).
Albums de Jake Bugg
Jake Bugg
(2012) On My One
(2016)
Shangri La est le deuxième album en studio de l’artiste britannique indépendant Jake Bugg. Sa sortie fut le 18 novembre 2013. Cet album fut produit par Rick Rubin. Il porte le nom du studio à Malibu, Californie dans lequel il a été produit pendant l’été 2013.

## Histoire
Au début de l’été 2013, Jake Bugg part pour une tournée aux États-Unis et prévoit d’y faire deux enregistrements de chansons au studio Shangri La à Malibu en Californie. À la fin de cette tournée, il retourne à Malibu pour finalement y enregistrer dix autres morceaux.

## Diverses sorties
Le single « What Doesn't Kill You » fut annoncé et sorti pour Shangri La le 23 septembre 2013. Par la suite, le 17 octobre 2013, « Slumville Sunrise » fut révélé en tant que deuxième single de l’album.
L’album était à l’initial prévu pour une sortie aux États-Unis le 14 janvier 2014, par Islands Records avec 5 chansons EP (Extended Play) sortie le 18 novembre 2013. Cependant, le fait que la tournée aux États-Unis fut épuisée, la sortie de l’album fut changée pour le 19 novembre 2013, un jour après la sortie au Royaume-Uni.

## Critique
L’album a été d’une façon générale critiqué favorablement[réf. nécessaire].

## Liste des titres
| No  | Titre                              | Durée |
| --- | ---------------------------------- | ----- |
| 1.  | There's a Beast and We All Feed It | 1:43  |
| 2.  | Slumville Sunrise                  | 2:59  |
| 3.  | What Doesn't Kill You              | 2:08  |
| 4.  | Me and You                         | 2:57  |
| 5.  | Messed Up Kids                     | 2:59  |
| 6.  | A Song About Love                  | 3:58  |
| 7.  | All Your Reasons                   | 5:08  |
| 8.  | Kingpin                            | 2:30  |
| 9.  | Kitchen Table                      | 4:55  |
| 10. | Pine Trees                         | 2:45  |
| 11. | Simple Pleasures                   | 5:01  |
| 12. | Storm Passes Away                  | 2:55  |

Bonus musicaux
- "Strange Creatures" (En téléchargement libre sur Amazon.de)[1]
- "A Change in the Air" (Chanson supplémentaire présente à la sortie de l'album au Japon)[2]

## Personnel
- Jake Bugg – chanteur et chœur, guitare solo, guitare acoustique, guitare slide, piano
- Jason Lader – guitare basse
- Matt Sweeney – guitare rythmique
- Pete Thomas – batterie[3]